# 生田神社

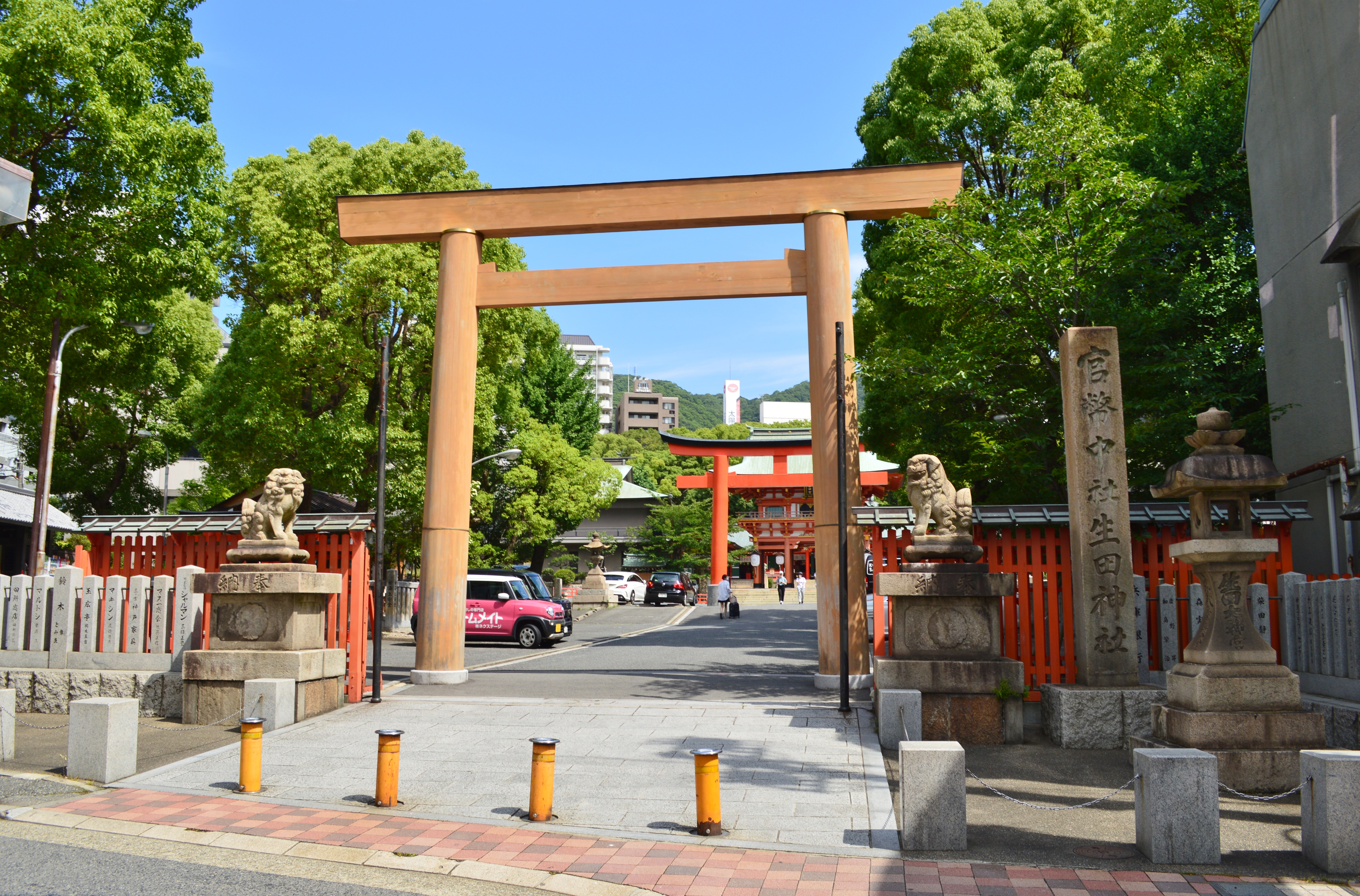
鳥居

生田神社（いくたじんじゃ）は、兵庫県神戸市中央区にある神社。式内社（名神大社）で、旧社格は官幣中社。廣田神社・長田神社とともに神功皇后以来の歴史を有する神社であり、長田神社・湊川神社とともに神戸を代表する神社の1つである。かつて、現在の神戸市中央区の一帯が社領であり、これが「神戸」という地名の語源となった。地元では「生田さん」として親しまれている。

## 祭神
- 主祭神 - 稚日女尊（わかひるめのみこと）[1]。「稚く瑞々しい日の女神」を意味し、天照大神の幼名とも和魂とも妹神であるともいわれている。

## 歴史
日本書紀によると、神功皇后元年（201年）に神功皇后が三韓征伐を終わらせて帰還するなか、船が現在の神戸港で進まなくなったために神占を行った。すると、稚日女尊が現れて「吾は活田長峡国に居らむと海上五十狭茅（うながみのいさち）に命じて生田の地に祭らしめ（私は“いくた”の“ながさの国”におりたいのです。“うなかみのいそさち”に命じて生田の土地に祀らせてほしい）」との神託があった。そこで皇后は海上五十狭茅を神主として、現在の新神戸駅の奥にある布引山（砂山（いさごやま））に稚日女尊を祀らせた。これが当社の始まりであるという。
砂山にあった当社であるが、延暦18年（799年）4月9日に発生した布引の滝の大洪水により砂山の西の端が崩れ、社殿が傾斜する被害が出た。そこで生田村の刀禰七太夫が御神体を避難させ、それを背負って7、8日間鎮座地を探し巡ったところ、生田の森で突然背負った御神体が重くなりこれ以上歩けなくなった。これは御神意であろうとなり、その場所つまり現在地に安置したという。
大同元年（806年）に朝廷より当社のために「生田の神封四十四戸」、つまりお供えする家、世話をする家、守る家である神戸（かんべ）44戸を頂いたとある。以来現在の神戸市中央区の一帯は当社の社領となった。この神戸（かんべ）が紺戸（こんべ）となり、この地が神戸（こうべ）と呼ばれるようになったとする。
延喜式神名帳では「摂津国八部郡 生田神社」と記載され、名神大社に列し、月次・相甞・新甞の幣帛に預ると記されている。
平安時代末期の寿永3年（1184年）2月に戦われた一ノ谷の戦いでは、平知盛が生田の森に本陣を敷いている。
近代社格制度のもとで1871年（明治4年）に県社に列格し、その後1885年（明治18年）に明治天皇の西国巡幸の際、初めて官幣社に列し官幣小社に、1896年（明治29年）には官幣中社に昇格した。
社殿は1938年（昭和13年）の神戸大水害で損壊、1945年（昭和20年）3月17日の神戸大空襲で焼失、1995年（平成7年）の阪神・淡路大震災での損傷など何度も被害にあうが、そのつど復興されてきたことから「蘇る神」としての崇敬も受けるようになっている。
2000年（平成12年）1月には本殿西側に「生田神社震災復興記念碑」が建立され、碑の後方には池の水を利用するための防水ポンプが備え付けられた。
「謡曲生田敦盛」の碑や、地元飲食店や食品関連企業などの寄付で作られた包丁塚・楠の神木がある。柱に書かれた寄進者名には、ホテルあるいは海洋関係の企業も多い。

### 神階
- 天安3年（859年）1月27日、従五位下勲八等から従四位下勲八等 （『日本三代実録』）
- 貞観10年（868年）12月16日、従四位下勲八等から従三位勲八等 （『日本三代実録』）

## 伝説・伝承
先述の延暦18年（799年）の大洪水の際、社の周囲には松の木が植えられていたが、洪水を防ぐ役割を全く果たさなかった。そのため松が嫌われるようになったとする伝承があり、正月には門松ではなく杉飾りが立てられる。また、生田の森には1本も松の木は植えられていないといわれている。
中央区熊内町の熊内八幡神社付近にある「旭の鳥居」には、砂山に生田神社があった頃の一の鳥居であるという伝承がある。「旭の鳥居」は、元旦に朝日を受けても影を落とさないとされることからこの名がある。
宮司である加藤隆久『生田神社』（学生社、2005年）に歴史も含め詳しい説明がある。
能の生田敦盛では、敦盛の遺児が賀茂明神への祈誓により当地にて亡き敦盛と対面する。

## 境内
- 本殿
- 拝殿
- 包丁塚 - 1993年（平成5年）10月25日に建立。
- 東門
- 生田の森 - 境内北側にある鎮守の森。寿永3年（1184年）2月の一ノ谷の戦いの際には平知盛がここに本陣を敷いている。
- 西北門
- 神皇亭
- 生田の池 - 弁天池。昔から名勝として知られている。
- 社務所
- 生田神社会館
- 斎館
- 楼門
- 西門

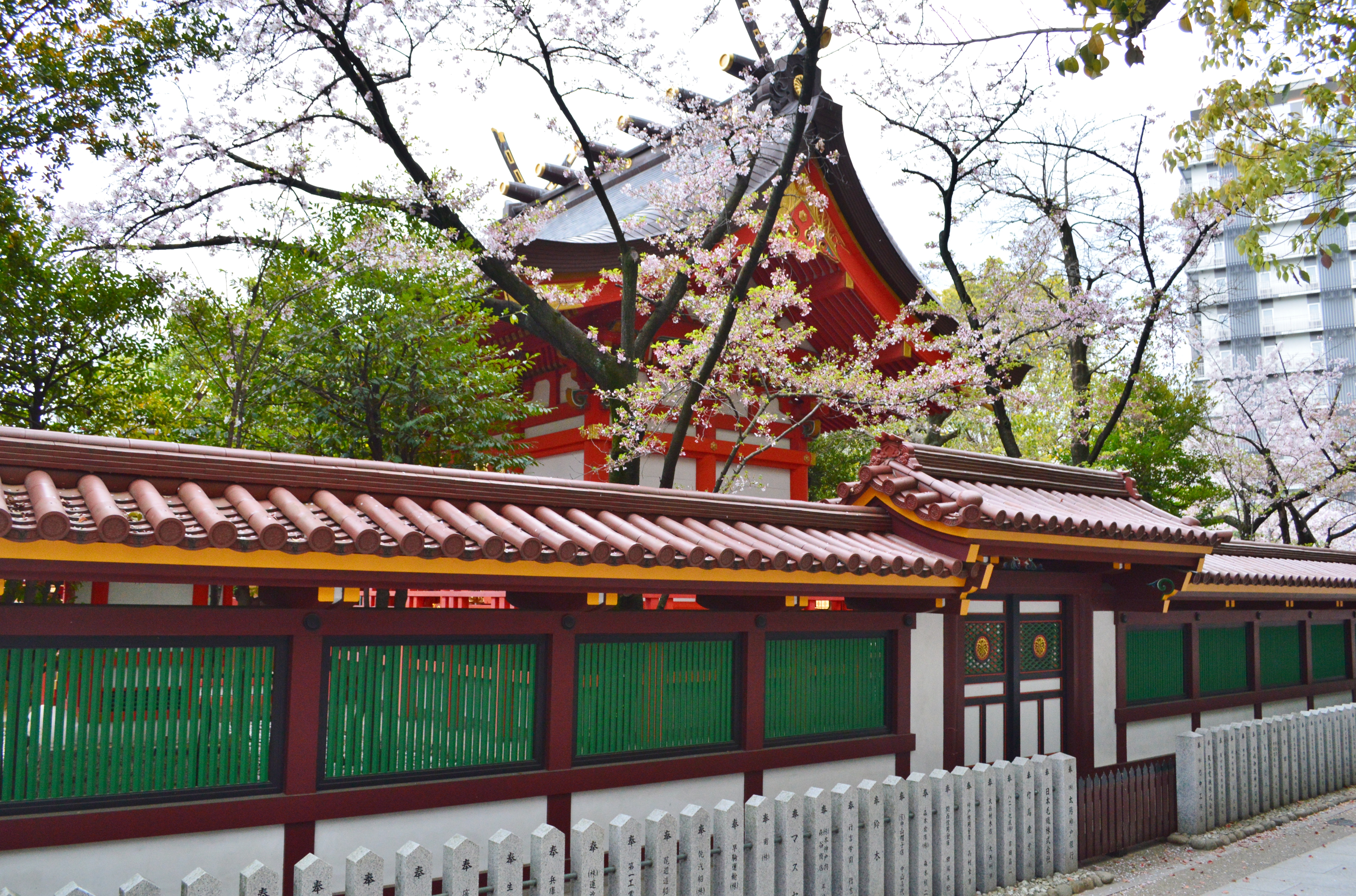
本殿
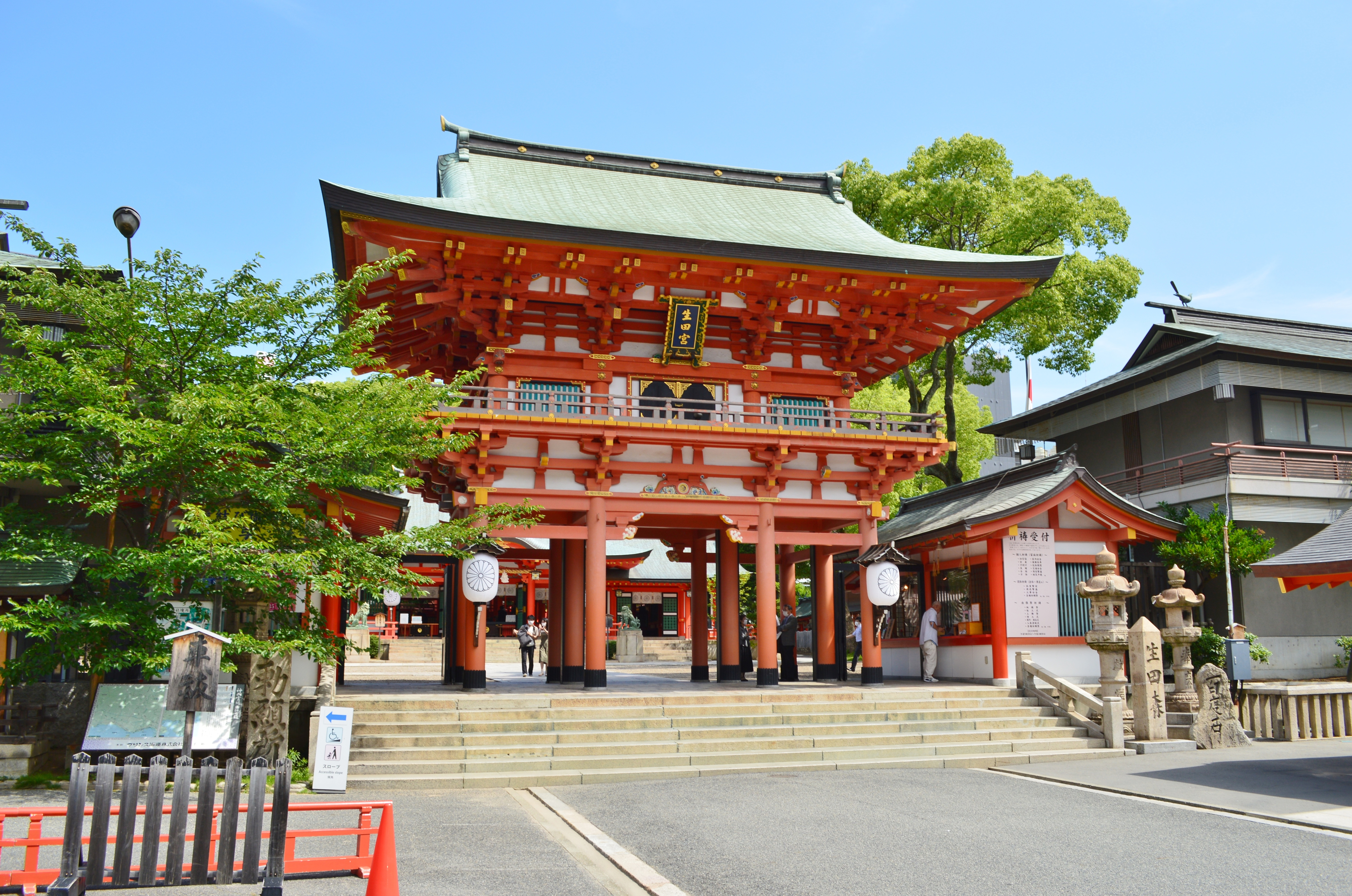
楼門
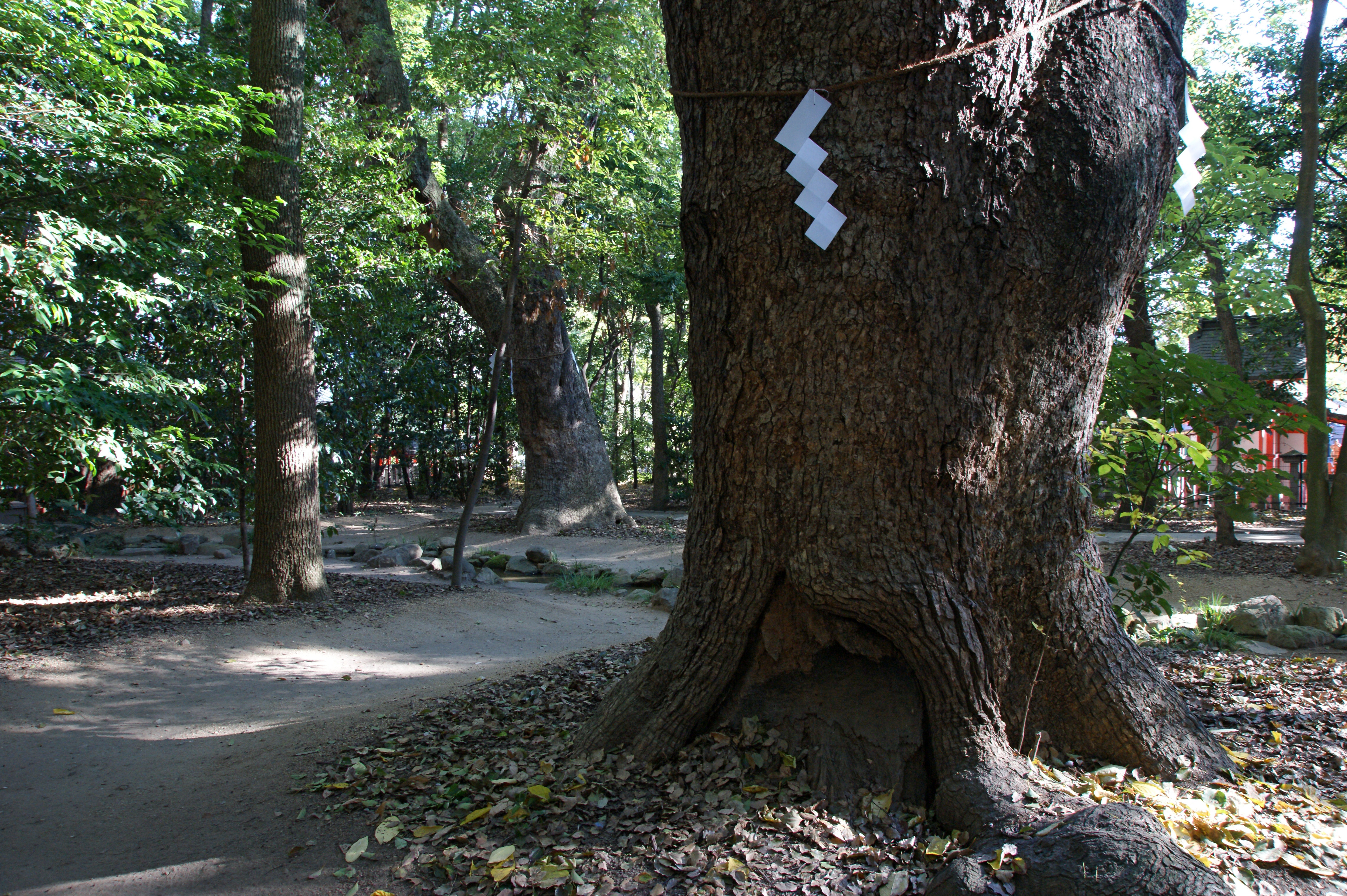
生田の森
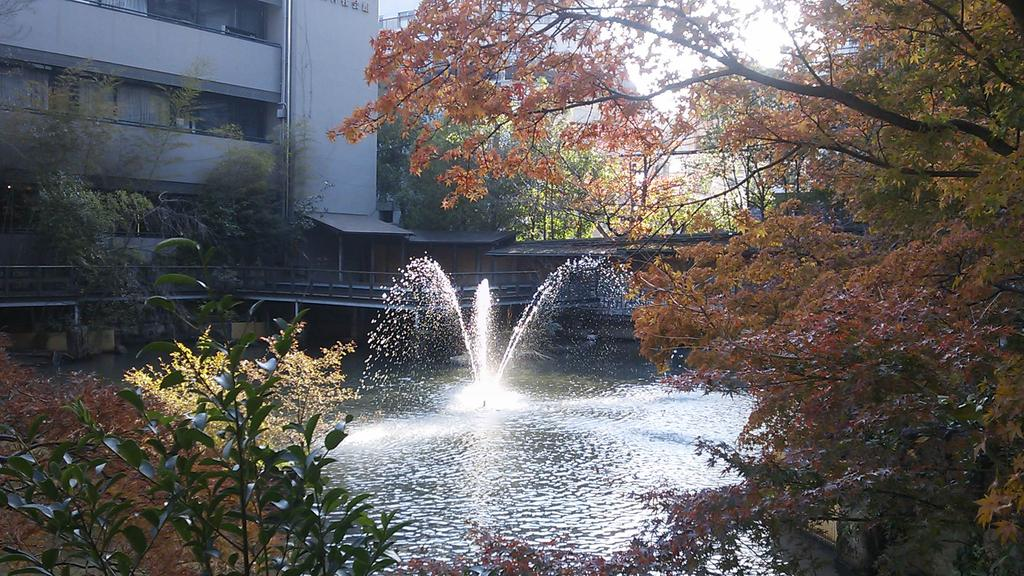
生田の池
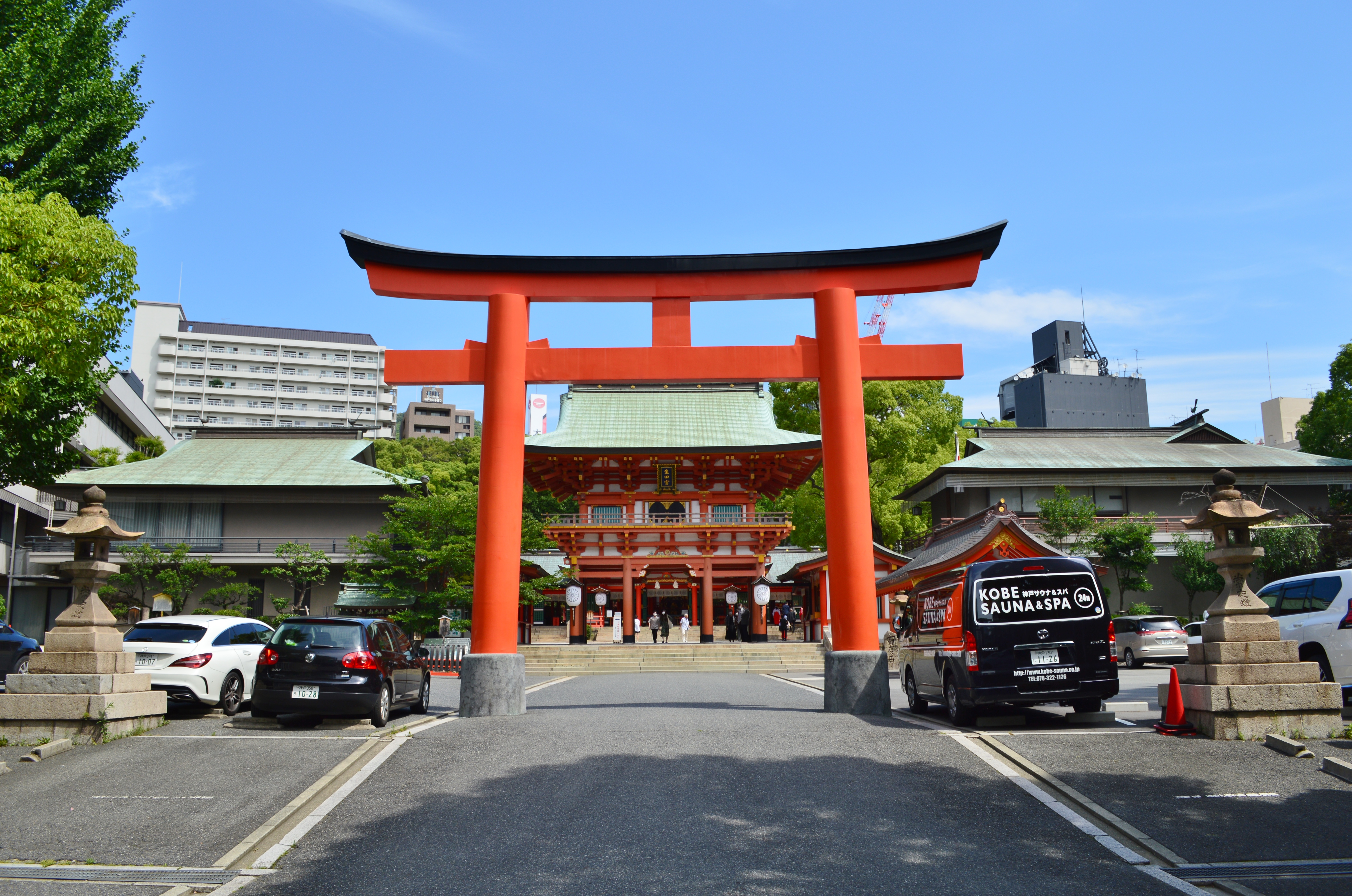
大鳥居
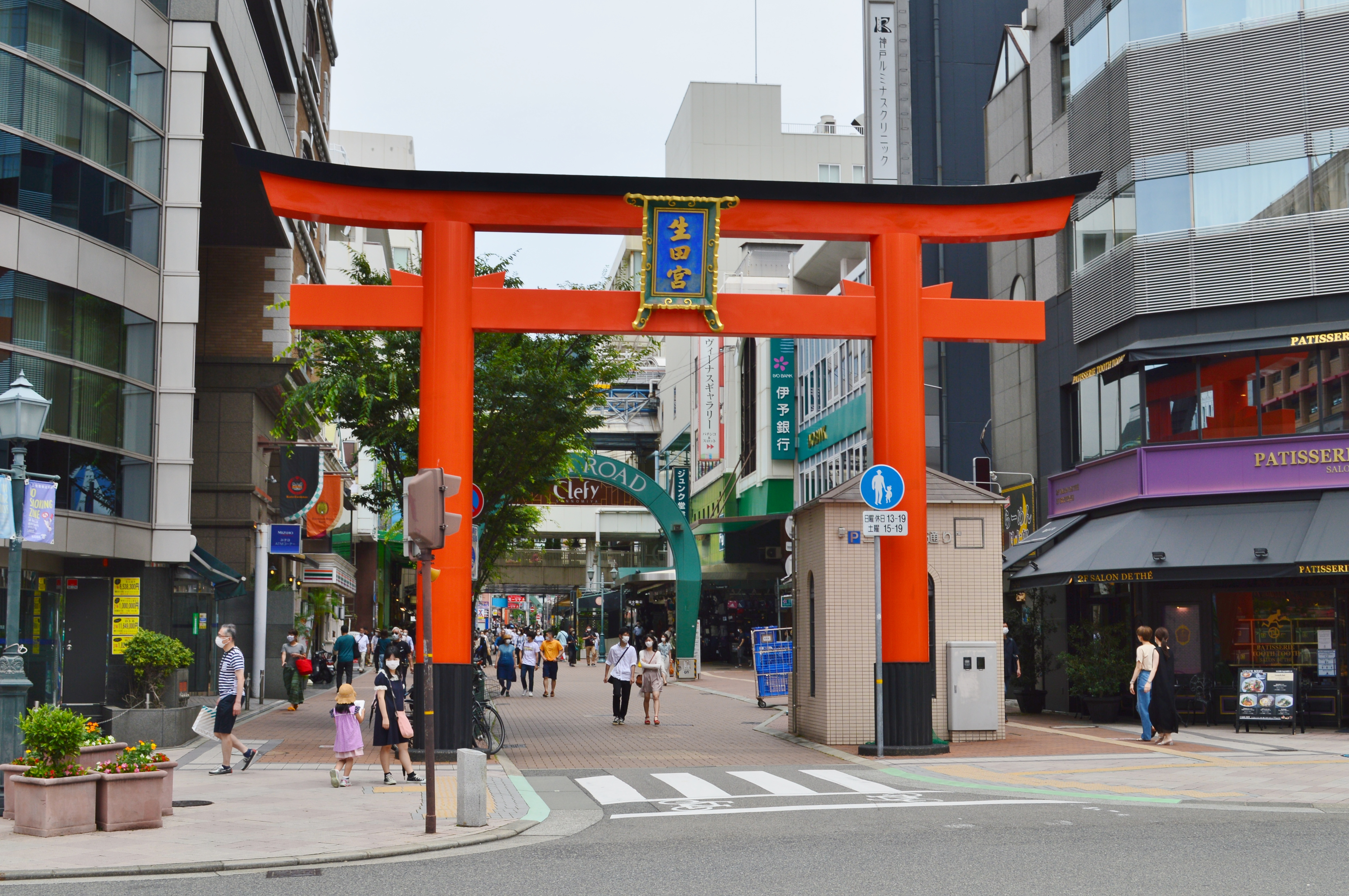
一の鳥居

### 摂末社
境内に以下の摂末社がある。祭神・説明欄は公式サイトによる。
- 住吉神社 - 祭神：表筒男命・中筒男命・底筒男命。海上安全・交通安全の神。
- 八幡神社 - 祭神：応神天皇。厄除開運の神。
- 諏訪神社 - 祭神：武御名方命。農耕狩猟・武運長久・力の神。
- 日吉神社 - 祭神：大山咋命。農工業・五穀豊穣の神。
- 市杵島神社 - 祭神：市杵島姫命。芸能上達・水の神。
- 稲荷神社 - 祭神：稲倉魂命。生活守護・食物、稲の神。
- 塞神社 - 祭神：道返大神（ちがえしのおおかみ）・八衢比古神（やちまたひこのかみ）・八衢比売神（やちまたひめのかみ）。病気封じ・道守りの神。
- 雷大臣神社 - 祭神：中臣烏賊津連（なかとみのいかつおみのむらじ）。元社家であった後神（ごこう）家の始祖神。
- 人丸神社 - 祭神：柿本人麿。夫婦和合・学問向上の神。
- 蛭子神社 - 祭神：蛭子命。商売繁盛の神。
- 大海神社 - 祭神：猿田彦命。海上安全・交通安全・方位除け・道開きの神。
- 松尾神社 - 祭神：大山咋命。酒造・農工業の神。生田神社を「灘五郷酒造の発祥地」とする石碑が奉納されており、玉垣は酒造業者・酒問屋・酒販店によって整備されている[6]。碑には、『延喜式』「玄蕃寮」の記載において、新羅からの使節を「敏馬浦」でもてなす際に、生田神社・廣田神社・長田神社および大和国の片岡神社から稲を持ち寄り、生田神社で醸造した新酒を用いることが定められた由緒[7][8]が記されている[6]。
- 戸隠神社 - 祭神：手力男命。身体健全・筋力増進・大力の神。
- 生田森坐社 - 祭神：神功皇后。安産・万物成長・生田の森の守り神。

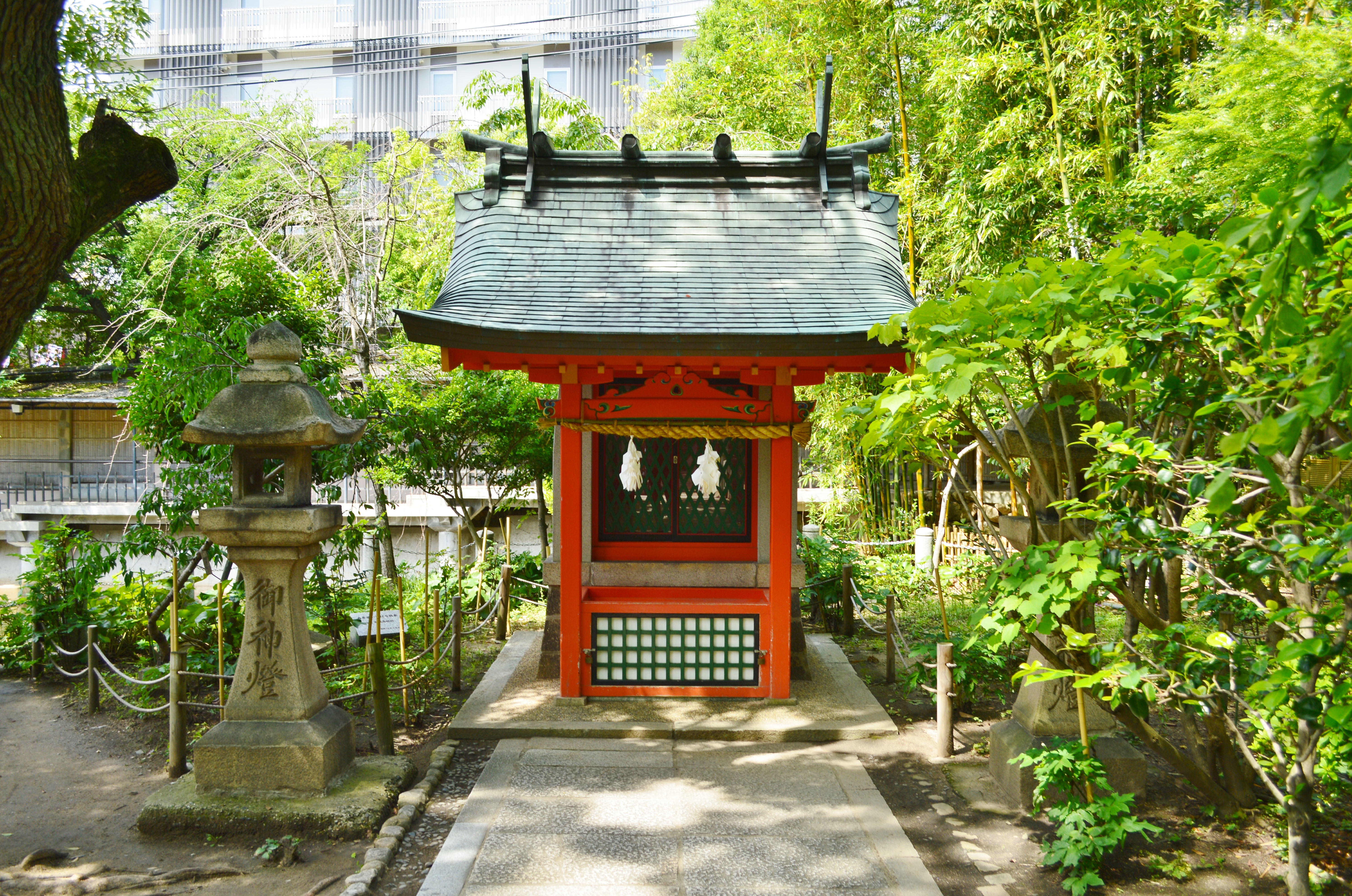
市杵島神社
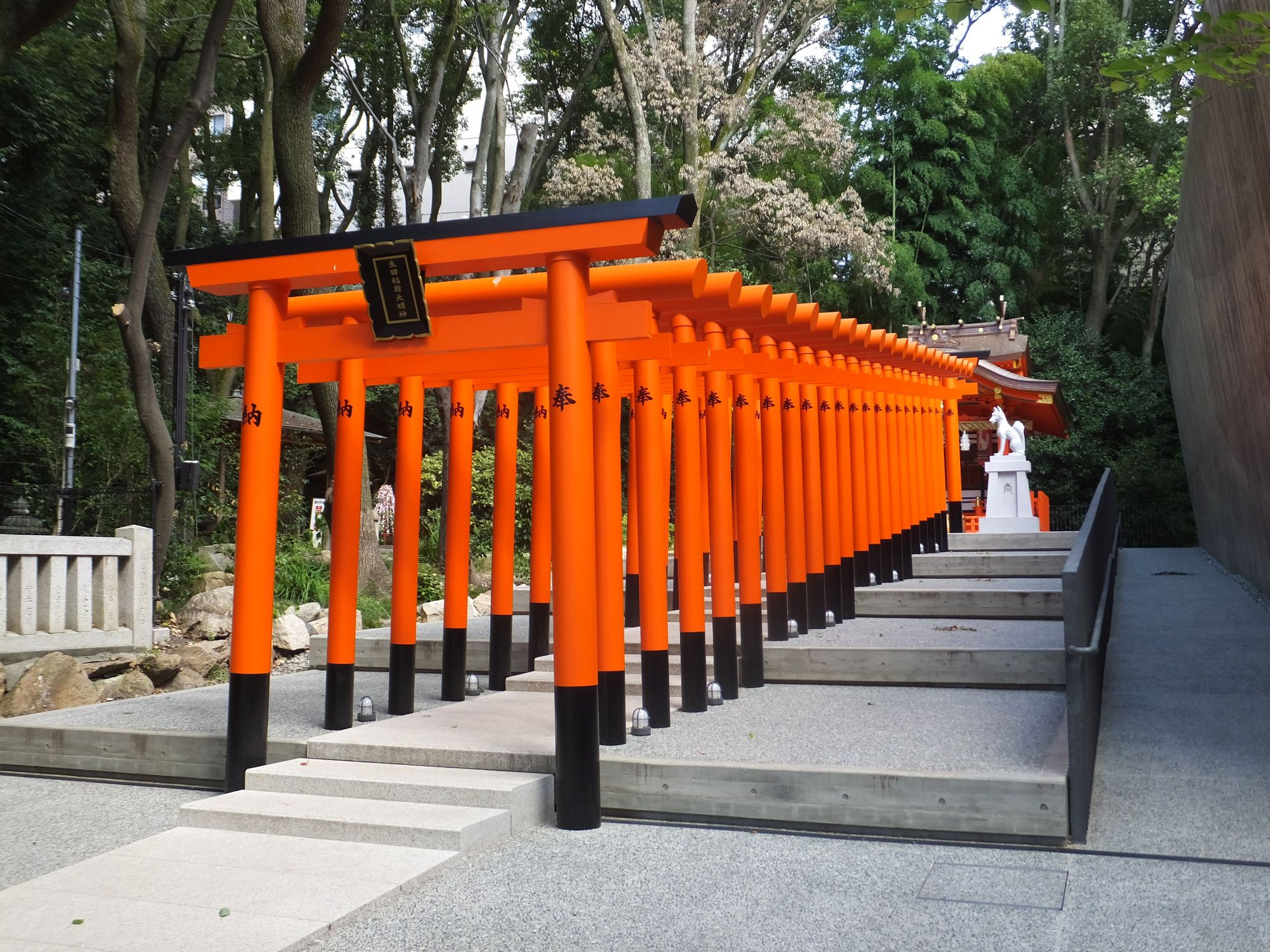
稲荷神社
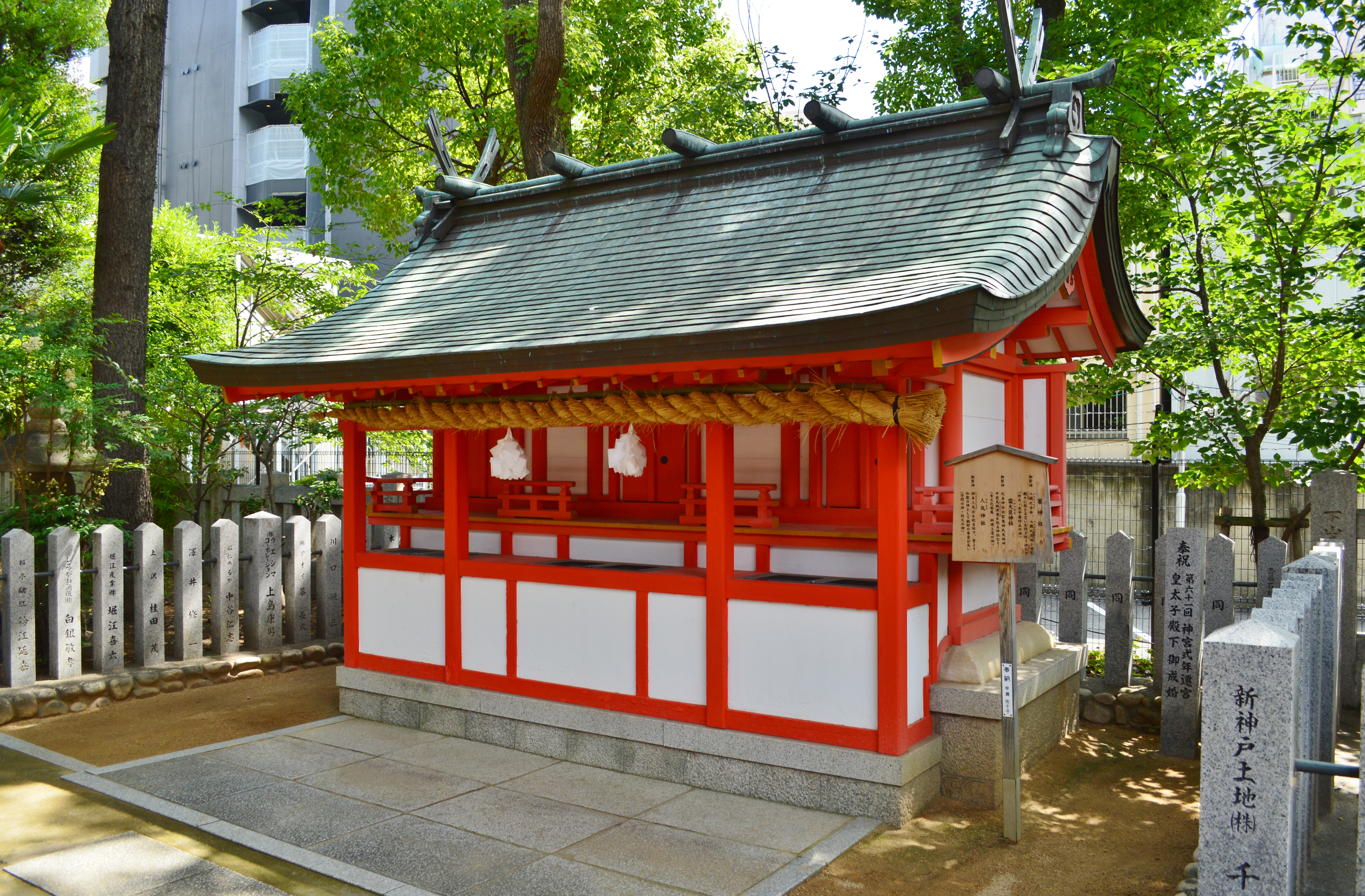
塞神社・雷大臣・人丸神社
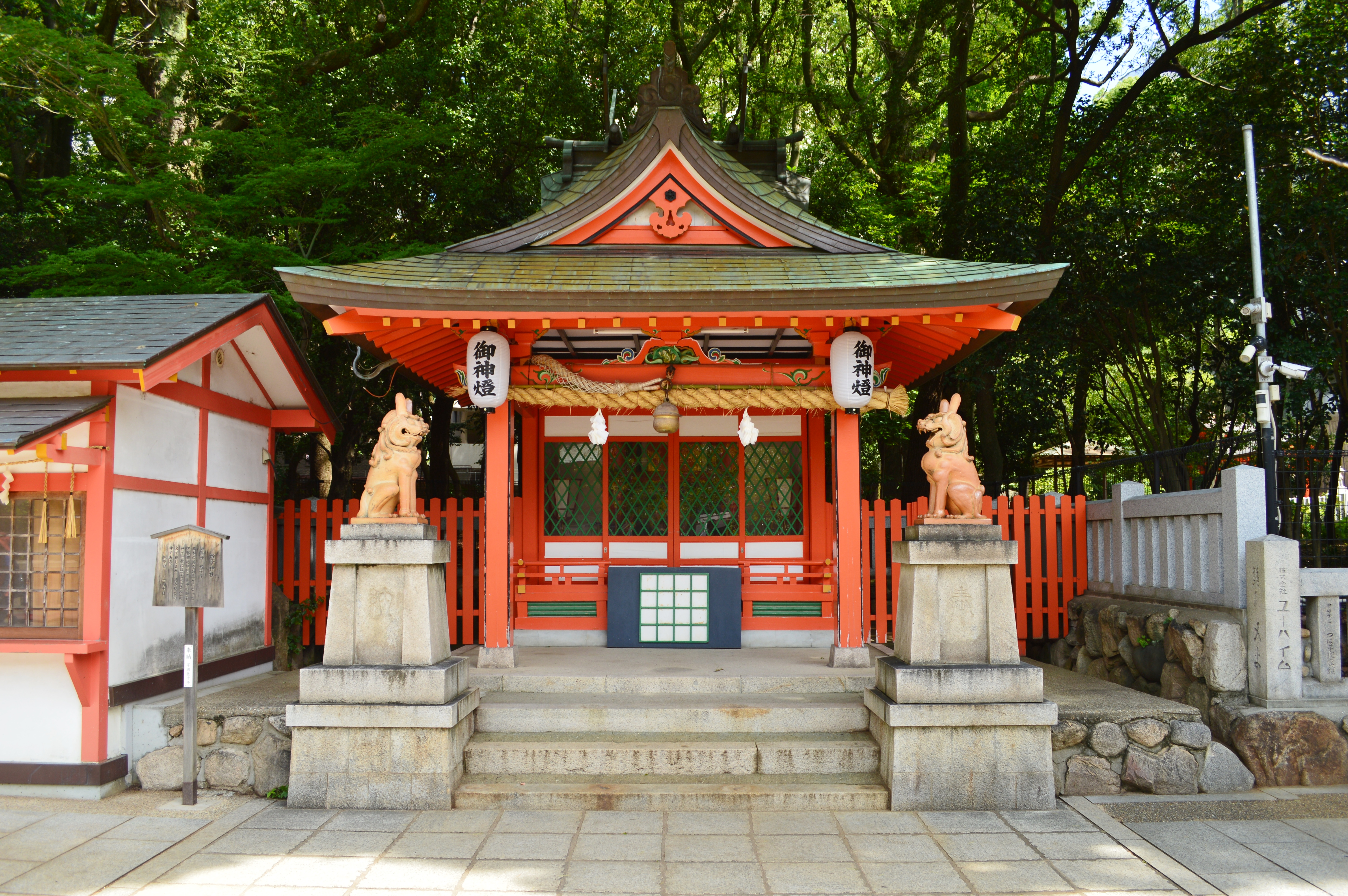
蛭子神社
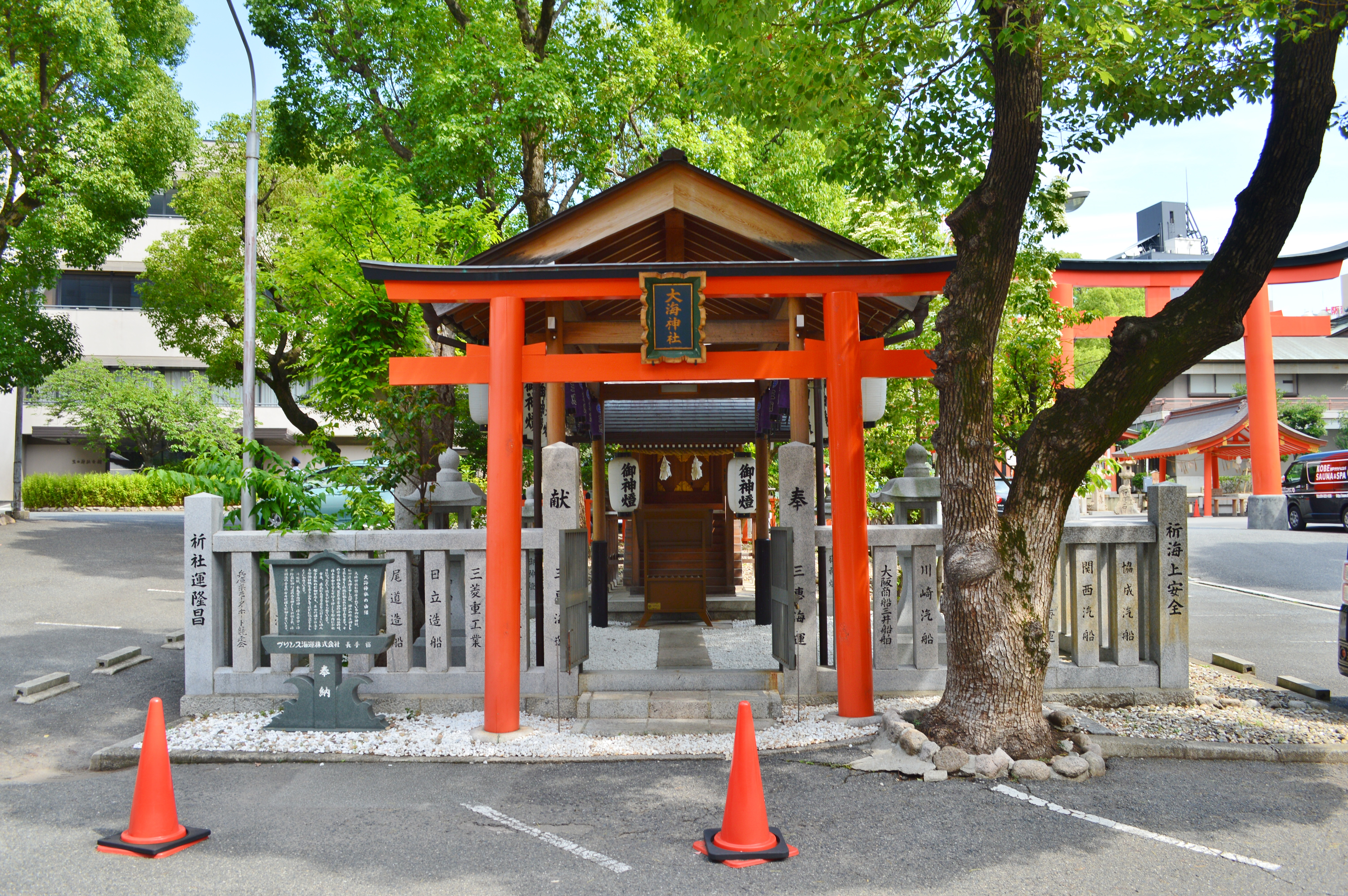
大海神社
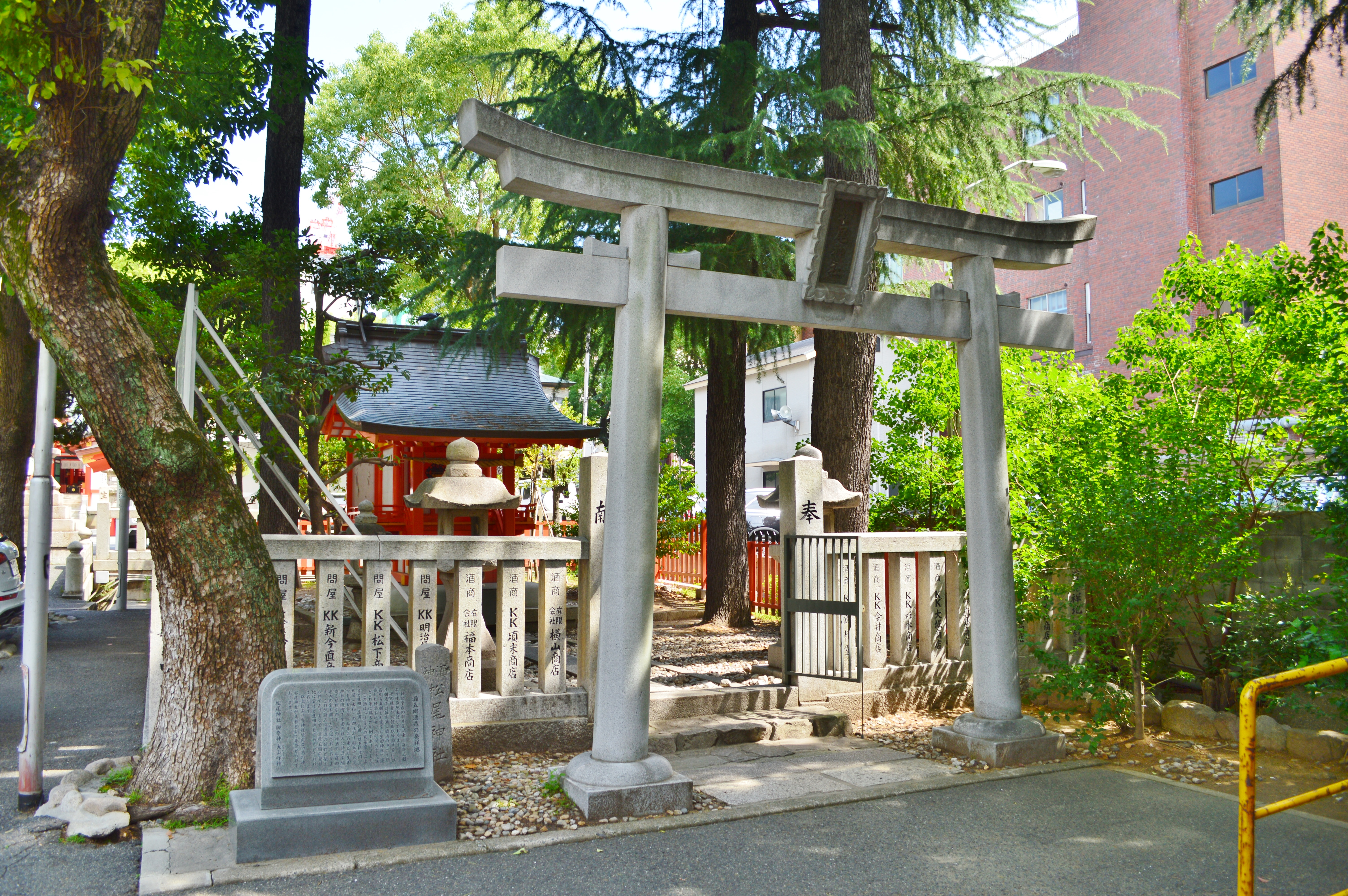
松尾神社
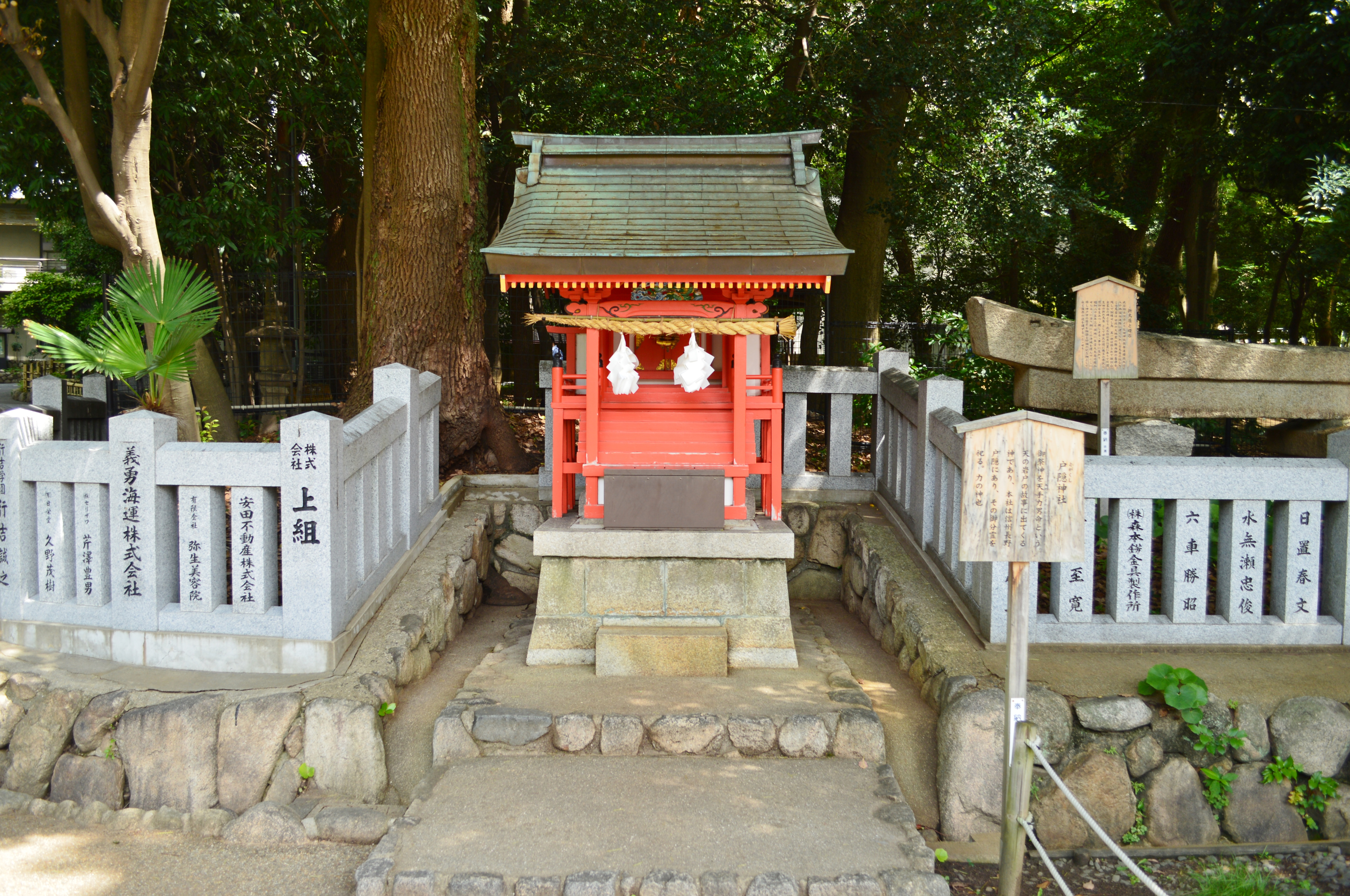
戸隠神社
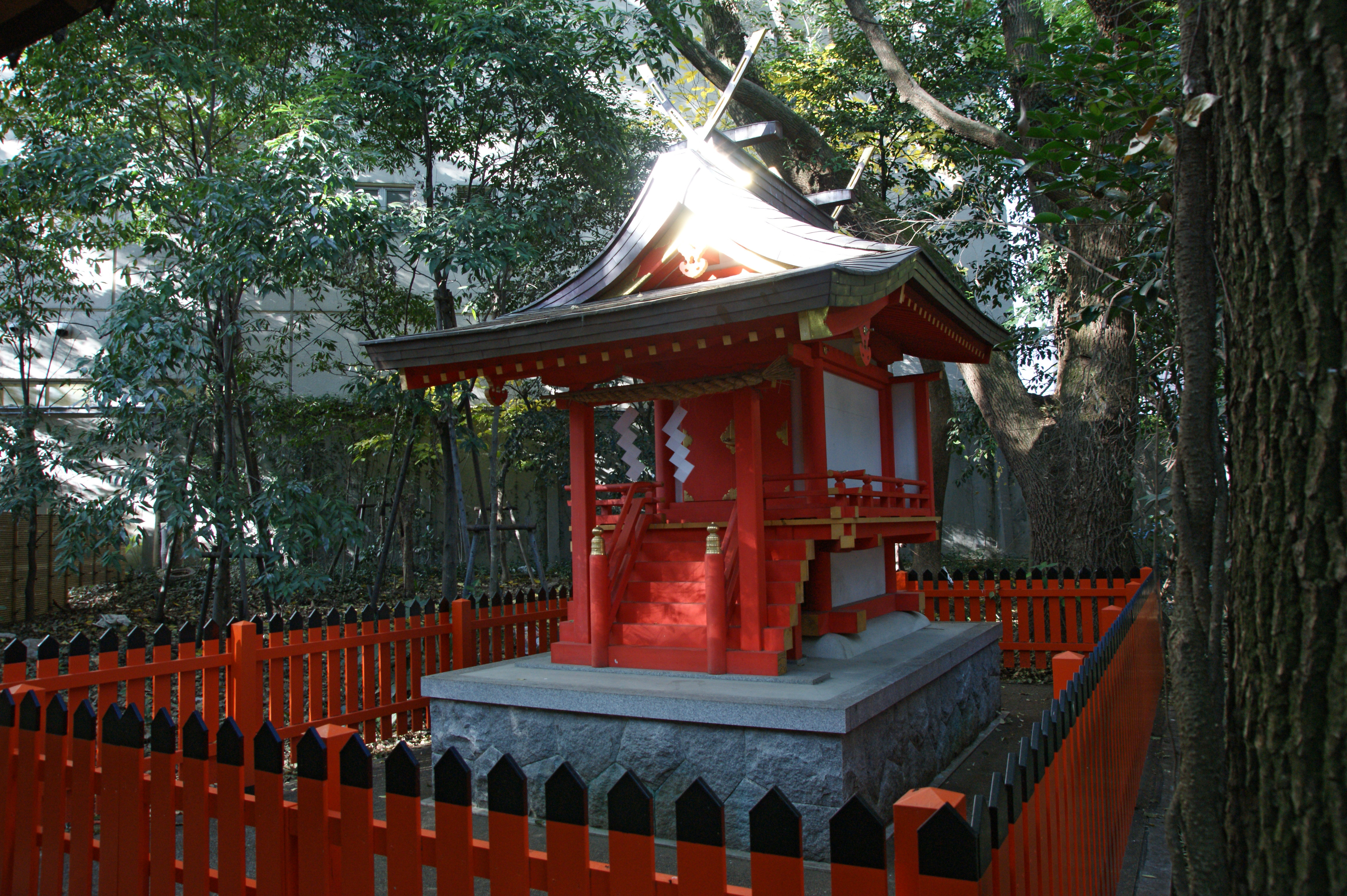
生田森坐社

### 生田森
本殿奥には生田森（生田の森）があり、もとは旧生田川のほとりにまで及んでいたという。この森は『枕草子』にも登場する。また幾多の歌にも詠まれた。
- 秋とだに吹きあへぬ風に色かはる 生田の杜の露の下草（藤原定家　続後撰和歌集）
- 津の國の生田の杜に人はこで月に言とふ夜はのあきかぜ（中務卿宗尊親王　新後撰和歌集卷第五秋歌下）

生田川の背後にあるという戦略上の位置から源平合戦の一ノ谷の戦いや南北朝期の湊川の戦いでは戦場となった場所でもある。

## 参道
三宮駅の南西、生田ロードの先端に一の鳥居がある。そこから参道はセンター街を抜けて北上し、生田新道を越えたハンズの北東脇に社号標と二の鳥居がある。境内にはいると時間貸しの駐車場があり、その先に三の鳥居と御神門がある。

## 祭事
1月 - 3月
- 初詣／歳旦祭（1月1日・中祭）
- 日供始祭 翁面掛け神事（1月2日） - 翁面掛神事も兼ねて行い、先着で近くで見物可能
- 元始祭（1月3日・大祭）
- 氏子年頭拝（1月10日前後）
- 注連縄焼却神事（1月16日）
- 節分祭／豆撒き神事（2月3日） - 本殿にて節分祭、境内特設櫓から福豆を撒く
- 紀元祭（2月11日・中祭）
- 祈年祭（2月17日・大祭）
- 生田稲荷神社祭／餅まき神事（3月中旬）

4月 - 6月
- 曲水の宴／春献茶祭（4月上旬）- 生田の森に於いて開宴
- 生田祭例祭／氏子奉幣祭（4月15日・大祭） - 氏子・地域神戸の安全繁栄を願う祭典
- 生田祭神幸式（御渡り式）（4月例祭の近日） - 生田神社周辺と当番地区を練り歩き、安全繁栄を願う祭典

7月 - 9月
- 夏越大祓式（茅の輪くぐり）（7月15日） - 参道中央に厄払いの茅の輪を設置
- 道饗祭／千燈祭（7月15日） - 夏越大祓式の後に開催
- 大海神社祭（夏祭）（8月3日・宵宮祭／4日・本祭／5日・礼代祭）
- 古式祭（9月19日・中祭）
- 秋季大祭／氏子奉幣祭（9月20日・大祭） - 氏子・地域神戸の安全繁栄を願う祭典
- 秋祭神賑行事（薪能・雅楽の夕べなど）（9月19日 - 23日） - 秋祭り期間中に、芸術文化や神事を開催
- 秋献茶祭（秋祭り期間中）
- 献華祭（秋祭り期間中）

10月 - 12月
- 明治祭（11月3日・中祭）
- 新嘗祭（11月23日・大祭）
- 煤払祭（12月13日）
- 天皇誕生祭（12月23日）
- 杉盛づくり（12月27日） - 杉の枝約2,000本を使用した大きな杉飾りが奉納される
- 師走大祓式（12月31日） - 社殿左前の祓所で人を模った人形によって、穢れを清める神事
- 道饗祭／除夜祭（12月31日） - 師走大祓式と共に、当日参加が可能な祭典

## 分社
- 生田神社兵庫御旅所 - 兵庫区大開通6丁目[9]。

## 神社で行われた行事等
- 1996年（平成8年）2月4日、アメリカ合衆国の歌手、シンディ・ローパーが阪神・淡路大震災の慰問と励ましのために節分の豆まきに参加した。
- 2007年（平成19年）2月17日、女優の藤原紀香・お笑いタレントの陣内智則の結婚式が行われた。なお、結婚式当日は混乱防止のために境内・駐車場への立ち入りを禁止して警備員・ガードマンを配置して厳重警備され、当日は一般非公開の形で式が執り行われた。その2年後に離婚。
- 2018年（平成30年）12月7日、境内にある生田森坐社の鳥居の奉納式が行われた。鳥居の素材は、前年、神戸市メリケンパークに展示されていた「世界一のクリスマスツリー」のアスナロを利用したものである[10]。

## 周辺名所・旧跡・文化・観光施設
| - 三宮神社 - 南京町 - 兵庫県公館 - 本願寺神戸別院 - 走水神社 - 神戸モスク - 中華会舘（関帝廟） - 北野町山本通 - 花隈城 | - 新神戸ロープウェー - 神戸市立布引ハーブ園 - 徳光院 - 北野遊歩道 - 相楽園 - 旧ハッサム住宅 - 神戸外国倶楽部 - トアロード - いくたロード |

## 前後の札所
神仏霊場巡拝の道
65 勝尾寺　-　66 生田神社　-　67 西宮神社

## 所在地
- 兵庫県神戸市中央区下山手通1丁目2-1

## アクセス
- 神戸市営地下鉄西神・山手線 三宮駅より徒歩約1分。
- 神戸市営地下鉄海岸線 三宮・花時計前駅より徒歩約13分。
- 神戸新交通ポートアイランド線 三宮駅より徒歩約10分。
- 阪神電鉄本線 神戸三宮駅より徒歩約9分。
- 阪急神戸本線・神戸高速線 神戸三宮駅より徒歩約5分。
- JR神戸線 三ノ宮駅より徒歩約7分。

## 関連図書
- 安津素彦・梅田義彦編集兼監修者『神道辞典』神社新報社、1968年、6頁
- 加藤隆久編集・著者『神社の史的研究』桜楓社、1976年、558頁
- 白井永二・土岐昌訓編集『神社辞典』東京堂出版、1979年、24-25頁
- 加藤隆久編集・著者『神道津和野教学の研究』国書刊行会、1985年、558頁
- 上山春平他『日本「神社」総覧』新人物往来社、1992年、198-199頁
- 加藤隆久編集・著者『神葬祭大事典』戎光祥出版、1997年、558頁
- 加藤隆久編集・著者『生田神社』学生社、2005年、新版2019年、212頁
- 加藤隆久編集・著者『熊野大神』戎光祥出版、2008年、558頁
- 加藤隆久編集・著者『生田の森』国書刊行会、2010年、832頁
- 加藤隆久編集・著者『生田の杜とミナト神戸の事始め』戎光祥出版、2014年、127頁